# Estadi d'Alexandria
L'Estadi d'Alexandria (àrab: ستاد الإسكندرية, Stād al-Iskandariyya) és un estadi multiusos situat en Mohram Bek, suburbi de la ciutat d'Alexandria. És l'estadi La seua construcció va ser completada el 1929.
Amfitrió dels Campionat del Món de Futbol sub-20 2009, el 2005 va ser objecte d'una remodelació, com a part dels preparatius de cara a la Copa Africana de Nacions de 2006.